# Tuba City
Tuba City (navaho Tó Naneesdizí) és una concentració de població designada pel cens dels Estats Units a l'estat d'Arizona. Segons el cens del 2000 tenia 8.225 habitants.

## Demografia
Segons el cens del 2000, Tuba City tenia 8.225 habitants, 2.036 habitatges, i 1.675 famílies La densitat de població era de 356 habitants/km².
Dels 2.036 habitatges en un 52,9% hi vivien nens de menys de 18 anys, en un 49% hi vivien parelles casades, en un 26% dones solteres, i en un 17,7% no eren unitats familiars. En el 15,1% dels habitatges hi vivien persones soles el 2,3% de les quals corresponia a persones de 65 anys o més que vivien soles. El nombre mitjà de persones vivint en cada habitatge era de 4 i el nombre mitjà de persones que vivien en cada família era de 4,49.
Per edats la població es repartia de la següent manera: un 42,8% tenia menys de 18 anys, un 9,8% entre 18 i 24, un 27,5% entre 25 i 44, un 15,7% de 45 a 60 i un 4,3% 65 anys o més.
L'edat mediana era de 23 anys. Per cada 100 dones de 18 o més anys hi havia 87,3 homes.
La renda mediana per habitatge era de 38.556 $ i la renda mediana per família de 37.813 $. Els homes tenien una renda mediana de 29.280 $ mentre que les dones 26.855 $. La renda per capita de la població era de 10.479 $. Aproximadament el 23,1% de les famílies i el 28,2% de la població estaven per davall del llindar de pobresa.
El segons el cens dels Estats Units de 2010 el 92,01% dels habitants són nadius americans, el 5,47% blancs, el 0,16% afroamericans, el 0,22% asiàtics, el 0,04% illencs del Pacífic, el 0,63% d'altres races, i 1,47% de dues races o més. El 2,36% de la població són hispànics.

## Poblacions més properes
El següent diagrama mostra les poblacions més properes.

## Història
El nom prové de Tuuvi o Tuba, un cap tribal d'ètnia hopi d'Oraibi que es va convertir al mormonisme. La ciutat fou fundada pels mormons en 1872. Des del 1956 s'hi explota urani als seus voltants.